# Varanus baritji
El monitor de cola negra, monitor de cola espinosa con mancha negra o monitor de garganta amarilla (Varanus baritji), es un lagarto nativo del territorio del norte tropical de Australia. Está incluido en la Lista Roja de la UICN como Preocupación menor, ya que se considera común y no está amenazado.
Fue descrito por primera vez en 1987.

## Descripción
La cola de este lagarto monitor es espinosa. Es similar a Varanus acanthurus en apariencia, pero difiere en los patrones de color. Por ejemplo, V. baritji tiene una parte inferior amarilla brillante, pero carece de las franjas dorsales claras y oscuras del cuello dorsal y de las marcas oceladas claras en su parte posterior por las cuales se conoce V. acanthurus. El monitor de cola negra puede alcanzar hasta 72 cm de longitud